# Brak na prvu
Brak na prvu je hrvatska reality emisija koja se od 16. ožujka 2020. godine prikazuje na programu RTL-a. Temeljena je prema američkom formatu Married at first sight koja je bazirana na danskoj emisiji Gift ved første blik, a koncipirana je kao svojevrsni društveni eksperiment u kojemu samci dobivaju priliku iskušati se u bračnom životu s potpunim strancima.
Emisija je od 2020. godine iznjedrila četiri sezone. Peta sezona najavljena je u ožujku 2025. godine.  S prikazivanjem je započela 24. ožujka 2025.

## Format
Skupina stručnjaka, koja uključuje psihologe i stručnjake za ljudske odnose, spajaju prijavljene kandidate po njihovoj „kompatibilnosti”. Kandidati zatim sklapaju brak „na slijepo”, odnosno upoznaju se prije samoga vjenčanja. Nakon vjenčanja, emisija prati kandidate na njihovim medenim mjesecima te dokumentira njihov bračni život. Emisija pokušava odgovoriti na pitanje postoji li ljubav na prvi pogled, odnosno, mogu li dva stranca ostvariti uspješan bračni život i na ovakav neuobičajen način.

## Pregled emisije
| Sezona | Sezona | Epizode | Epizode | Originalno emitiranje | Originalno emitiranje |
| Sezona | Sezona | Epizode | Epizode | Premijera             | Finale                |
| ------ | ------ | ------- | ------- | --------------------- | --------------------- |
|        | 1.     | 26      | 26      | 16. ožujka 2020.      | 29. travnja 2020.     |
|        | 2.     | 30      | 30      | 12. listopada 2021.   | 7. prosinca 2021.     |
|        | 3.     | 31      | 31      | 30. siječnja 2023.    | 13. ožujka 2023.      |
|        | 4.     | 40      | 40      | 29. siječnja 2024.    | 11. lipnja 2024.      |
|        | 5.     | n/n     | n/n     | 24. ožujka 2025.      | n. p.                 |

## Vanjske poveznice
- Službena stranica rtl.hr
- Službena stranica na Facebooku
- Službena stranica na Instagramu